# Ardisia villosa
Ardisia villosa är en viveväxtart. Ardisia villosa ingår i släktet Ardisia och familjen viveväxter.

## Underarter
Arten delas in i följande underarter:
- A. v. brevisepala
- A. v. villosa
- A. v. glabrata